# Schloßberg, Leibnitz
Schloßberg (tiếng Slovenia: Gradišče) là một đô thị thuộc huyện Leibnitz trong bang Steiermark, nước Áo. Đô thị Schloßberg, Leibnitz có diện tích 29,31 km², dân số cuối năm 2005 là 1160 người.